# 湯米·佛勞斯
湯米·佛勞斯（英語：Thomas Harold Flowers，1905年12月22日—1998年10月28日），英国邮政总局工程师。在第二次世界大战期间，佛勞斯设计并建造了巨人计算机，世界上第一台可编程电子计算机，该计算机被用于帮助解密德国的加密消息。